# Rhizoctonia fraxini
Rhizoctonia fraxini é uma espécie de fungo pertencente à família Ceratobasidiaceae.